# Скоростная дорога Пекин — Гонконг — Макао
Скоростная дорога Пекин–Гонконг-Макао (кит. упр. 北京－香港－澳门高速公路, пиньинь Jīnggǎng'ào gāosù gōnglù) — высокоскоростное шоссе, ведущее из столицы КНР Пекина в Макао.
Является частью маршрута AH1 международной азиатской автодорожной сети.

## Маршрут
- Пекин
- Баодин, Хэбэй
- Шицзячжуан, Хэбэй
- Ханьдань, Хэбэй
- Синьсян, Хэнань
- Чжэнчжоу, Хэнань
- Лохэ, Хэнань
- Синьян, Хэнань
- Ухань, Хубэй
- Сяньнин, Хубэй
- Юэян, Хунань
- Чанша, Хунань
- Чжучжоу, Хунань
- Хэнъян, Хунань
- Чэньчжоу, Хунань
- Шаогуань, Гуандун
- Гуанчжоу, Гуандун
- Шэньчжэнь, Гуандун
- Гонконг

## Интересные факты
В 2015 году в СМИ разлетелась новость о гигантской пробке в Китае, парализовавшей 50-полосную трассу. Как сообщалось в новостях, инцидент произошел на участке трассы G4 Пекин-Гонконг-Макао. У многих людей сложилось ложное мнение о существовании в Китае дороги с 50 полосами. В действительности трасса G4 имеет не более 8 полос (4 в одну сторону и 4 - в другую) за исключением расширений дороги перед контрольно-пропускными пунктами.